# Пеньков (Ровненская область)
Пеньков (укр. Пеньків) — село в Костопольской городской общине Ровненского района Ровненской области Украины.
До 2020 года входило в Костопольский район.
Население по переписи 2001 года составляло 292 человека. Почтовый индекс — 35020. Телефонный код — 3657. Код КОАТУУ — 5623486001.